# Purple Rain (Film)
Purple Rain ist ein Musikfilm, in dem der Musiker Prince die männliche Hauptrolle spielte. Der Film, der am 27. Juli 1984 in US-amerikanischen und am 22. Februar 1985 in ausgewählten deutschen Kinos anlief, gilt als halbautobiografisches Werk von Prince. Regie führte Albert Magnoli.

## Handlung
Prince spielt in Purple Rain den jungen Musiker Kid, der konkurrierend zu der Band The Time im Musikclub First Avenue in Minneapolis auftritt und entschlossen ist, den Durchbruch zu schaffen. Weibliche Hauptdarstellerin des Films ist Apollonia Kotero, die im Film Apollonia Love heißt. Sie will als Sängerin ebenfalls berühmt werden. Kid möchte ihr dabei helfen, ist aber zu sehr mit sich selbst beschäftigt. Morris Day ist der Hauptsänger der Band The Time und fühlt sich zu Apollonia Love hingezogen. Er gründet eine Mädchenband, in der Apollonia singen soll. Im First Avenue können aber nur zwei Bands auftreten und Kid liefert immer mehr egozentrische Auftritte ab. Billy, der Besitzer des Musikclubs, ist von Kids Eskapaden nicht begeistert. Hinzu kommt, dass Kid Probleme mit seiner eigenen Band hat, in der es vermehrt zu Differenzen unter den Bandmitgliedern kommt.
Zu Hause streiten sich die Eltern von Kid fast täglich, und sein Vater schlägt seine Mutter. Das belastet Kid emotional sehr und stört auch seine Beziehung zu Apollonia. Es scheint so, als ob Kid mit seiner Band nicht mehr lange im First Avenue auftreten wird. Der Star im Musikclub ist eindeutig Morris Day und seine Girlband kommt bei ihren ersten Testauftritten sehr gut an. Erst durch einen persönlichen Schicksalsschlag begreift Kid, was Priorität hat, und er zeigt im First Avenue nun, wozu er musikalisch in der Lage ist.

## Kritiken
„Aus tristen Verhältnissen rackert sich der begabte Kid (Prince) auf der Karriereleiter hoch, kämpft mit Ängsten, Sehnsüchten, Irrungen und Wirrungen in der Liebe und im Showbiz… Eine perfekte Show mit Mut zu Kitsch, Eitelkeit und großen Emotionen. Fazit: Selbstverliebt, sexy und mitreißend“

„Ein technisch versierter Musikfilm, der wohl nur für ausgesprochene Prince-Fans von Interesse ist.“

„Es haben sich seit jeher schon viele Musiker auf der großen Leinwand versucht. Mal mehr, aber oft eher weniger erfolgreich und sicher kann man auch dem Musik-Genie Prince keine große Kinokarriere prophezeien. Dennoch spielt er in ‚Purple Rain‘ eine für ihn absolut passende und glaubhafte Rolle, die ihn authentisch wirken lässt. Regisseur Albert Magnoli, der mit dem Film sein Langfilmdebüt gibt, schrieb auch am Drehbuch mit und inszenierte diesen Musikfilm eher düster und mit der nötigen Atmosphäre. Dass es in Punkto Atmosphäre überaus überzeugend wird, liegt natürlich auch von den von Prince geschriebenen und gesungenen Songs, die alle das gewisse Etwas haben und aus dem Soundtrack ein zeitloses Stück Musikwelt werden lässt. Vor allem der Titelsong ist unglaublich arrangiert. Hier gab es vollkommen zu Recht den OSCAR und den Grammy.
In ‚Purple Rain‘ wird jedoch kein einfaches Stück Popcorn-Kino geboten, das ohne kritische Untertöne an der damaligen Gesellschaft auskommt. Die Handlung erzählt eine teilweise sehr tragische Geschichte, die die Jahrtausendwende ohne Schaden zu nehmen überstanden hat.“

„Autobiographischer Film mit Pop-Idol Prince und der schönen Apollonia über den Aufstieg eines Rockstars. Eine Hit-gespickte Imagepflege, in der ein Popstar lernt, nicht nur an sich selbst zu denken.“

## Filmmusik
Das gleichnamige Album Purple Rain von Prince and The Revolution diente als Soundtrack zum Film und erschien im Juni 1984. The Time und Apollonia 6 steuerten ebenfalls Lieder bei, die im Film zu hören sind, aber auf dem Purple-Rain-Album nicht vorhanden sind.

## Auszeichnungen
- 1985: Oscar für die beste Filmmusik
- 1985: Golden-Globe-Nominierung in der Kategorie Bestes Original Lied für When Doves Cry
- 1985: BRIT Awards (Best Soundtrack)
- 1985: Nominierung für die Goldene Himbeere in der Kategorie Schlechtestes Original Lied für Sex Shooter und in der Kategorie Schlechtester Neuer Star für Apollonia Kotero
- 2019: Aufnahme in das National Film Registry

## Verschiedenes
- Der Film und das gleichnamige Album Purple Rain verhalfen Prince 1984 zum internationalen Durchbruch.
- Die Fortsetzung von Purple Rain war der Film Graffiti Bridge (1990), der beim Publikum jedoch kaum Beachtung fand. Weitere Filme unter der Regie von Prince waren 1986 Under the Cherry Moon – Unter dem Kirschmond und 1987 der Konzertfilm Prince – Sign O’ the Times.
- Die Regie von Purple Rain wurde anfangs James Foley angeboten, der jedoch aus Zeitgründen ablehnte. Er vermittelte seinen Filmeditor Albert Magnoli an die Produzenten.